# Рейнолд Ніколсон
Рейнолд Аллен Ніколсон (англ. Reynold A. Nicholson або Р. A. Ніколсон, англ. R. A. Nicholson; 18 серпня 1868, Кейлі, Йоркшир, Англія, Сполучене Королівство Великої Британії та Ірландії — 27 серпня 1945, Честер, Чешир, Англія, Велика Британія) — англійський сходознавець, дослідник ісламської літератури та ісламського містицизму, вважається найталановитішим дослідником Румі і перекладачем на англійську.

## Життєпис
Рейнолд Аллен Ніколсон народився 18 серпня 1868 року, в Кіслі, Вест-Райдинг Йоркширу, Англія. Навчався в Абердинському університеті та Триніті-коледжі у Кембриджі, де він двічі отримав премію Порсона. Ніколсон був професором перської мови в Університетському коледжі Лондона з 1901 по червень 1902 року, потім викладачем перської мови у Кембриджському університеті у 1902-1926 роках, а також Адамсовським професором арабської мови у Кембриджському університеті у 1926-1933 роках. 
Його вважають провідним вченим у галузі ісламської літератури та ісламського містицизму, який протягом тривалого часу мав широкий вплив на ісламознавство. Він зміг вивчити та перекласти основні суфійські тексти арабською, перською, пенджабською та османською мовами на англійську мову. Ніколсон написав дві впливові книги: «Літературна історія арабів» (англ. Literary History of The Arabs, 1907) і «Містики ісламу» (англ. The Mystics of Islam, 1914). Він був одним з перших почав друкуватися у сходознавчій книжковій серії «Меморіал Е. Дж. В. Ґібба».
Помер 27 серпня 1945 року, у Честері, Чешир, Англія.

### Праця над Румі
magnum opus Ніколсона була його праця над Румі Маснаві, опублікована у восьми томах між 1925 та 1940 роками.

### Інші вагомі переклади
- The Sufi treatise of Hujviri
- Rumi's Mathnawi and Divan e Shams
- Ibn Arabi's Tarjuman al-Aswaq
- Poetry by the Sindi poet Shah Abdul Latif Bhittai

### Студенти
Серед студентів Ніколсона був А. Д. Арбері, перекладач Румі і Корану.